# Parques urbanos de Chile

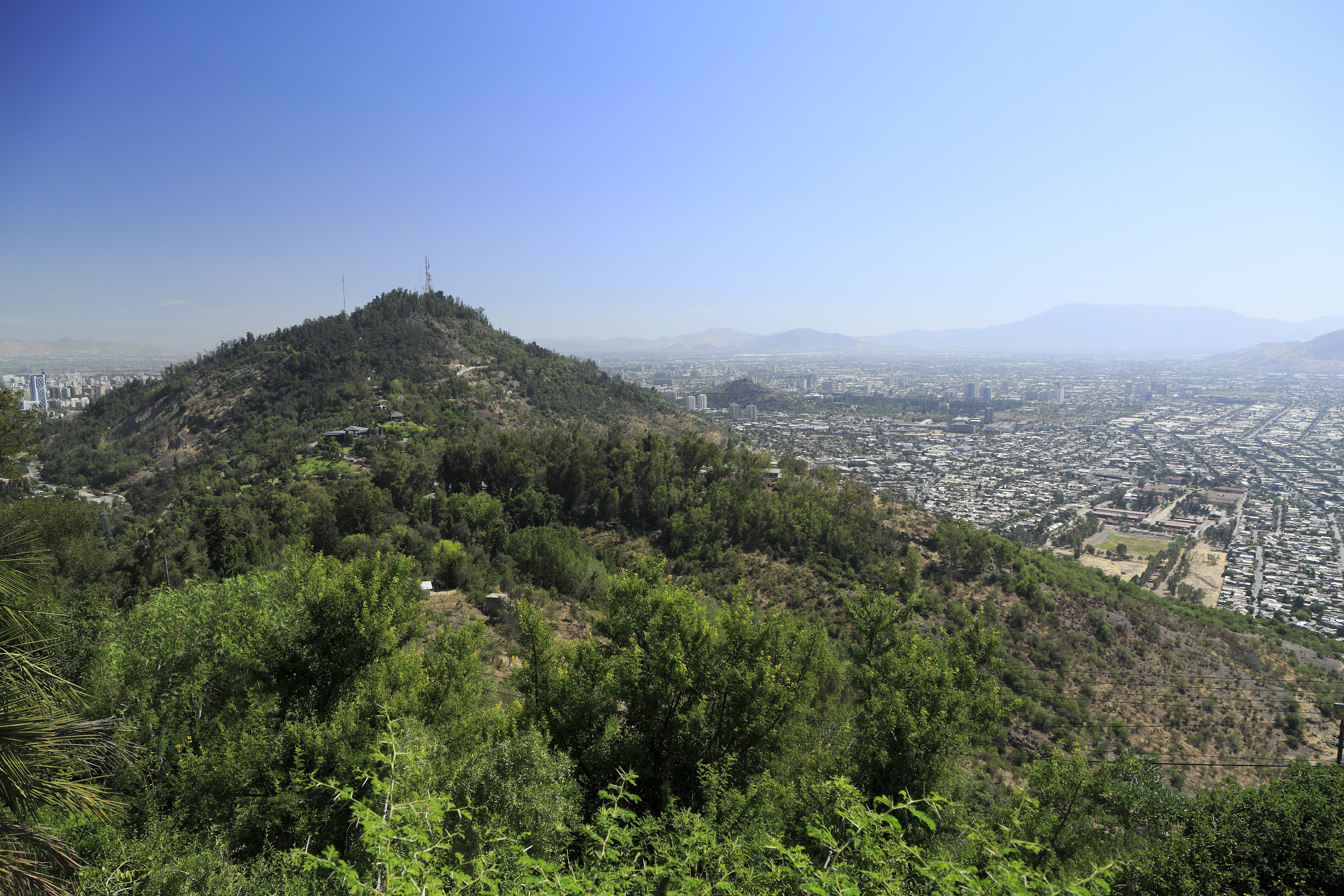
Vista del Parque Metropolitano de Santiago, el parque urbano más grande de Chile.

Los parques urbanos de Chile son áreas verdes reconocidas legislativamente en Chile que tienen como función ser áreas públicas verdes emplazadas dentro de zonas urbanas que acojan a los ciudadanos del país. Al año 2020 existen 4133 hectáreas dedicadas a parques urbanos, repartidos en 532 parques.
Constituyen un componente relevante para la política nacional de desarrollo urbano y son parte de la política en materia habitacional y urbanística del país, dado que forman parte de los bienes públicos urbanos y de los equipamientos comunitarios con que cuentan sus habitantes. Se reconoce desde 2020 que son responsabilidad del Ministerio de Vivienda y Urbanismo. 

## Parques urbanos
En Chile se define como parque urbano a cualquier espacio libre y de uso público que se encuentre ubicado dentro de los límites urbanos, con una cobertura vegetal predominante y una superficie mínima de 2 hectáreas, que puede estar eventualmente dotado de instalaciones para el desarrollo de actividades de recreación, deporte, culturales u otras, y que otorga beneficios ambientales y sociales en el territorio donde se emplaza.
A 2010 el Parque Metropolitano de Santiago era el cuarto parque urbano más grande del mundo.
Dentro las zonas reconocidas como parque urbanos hay parques, dunas, cerros isla, arboretums, balnearios, lagunas, miradores, monumentos, museos, paseos, plazas, quebradas, bandejones centrales de avenidas y reservas. Al año 2022 el Ministerio de Vivienda y Urbanismo reconoce 1688 parques urbanos en el país.

## Política Nacional de Parques Urbanos
El 16 de junio de 2021 se publicó la Política Nacional de Parques Urbanos bajo la responsabilidad del Ministerio de Vivienda y Urbanismo. El objetivo de esta son los parques urbanos, los cuales son comprendidos como aquellos espacios libres de uso público, ubicados dentro de los límites urbanos, con una superficie mínima de dos hectáreas y una cobertura vegetal predominante, que pueden estar eventualmente dotados de instalaciones para el desarrollo de actividades de recreación, deporte, culturales u otras, y que otorgan beneficios ambientales y sociales en el territorio donde se emplazan. Asimismo, el objetivo general es generar un marco consensuado a nivel nacional para orientar y promover el desarrollo de parques urbanos sostenibles.

## Necesidad de áreas verdes y parques urbanos en Chile
7,6 millones de habitantes están muy lejos de los estándares en cuanto a la superficie de áreas verdes en sus comunas, ya que hay sólo 18 comunas que cumplen con el estándar (tener más de 10 metros cuadrados por habitante), es decir, el 15,3% del país. Las comunas que tienen la mayor cantidad de parques son Maipú (18), Temuco (16), Puente Alto (15), Valdivia (13) y Rancagua (12). Por otro lado, 17 comunas no tienen parques, de las cuales 7 de ellas se concentran en la Región de Valparaíso. Además, otras 23 comunas cuentan sólo con un área verde pública mayor a dos hectáreas.

## Literatura complementaria
- INSTITUTO NACIONAL DE ESTADÍSTICAS (Agosto de 2020). INDICADORES DE CALIDAD DE PLAZAS Y PARQUES URBANOS EN CHILE 2019. Consultado el 23 de abril de 2022.